# カトリック教会における祈り
カトリック教会における祈り（カトリックきょうかいにおけるいのいり）は、以下のような形を取る祈り。

## 概要
カトリックには、毎日の朝晩、日中も時間があれば、祈りを捧げる習慣の人が多い。
- 朝
毎朝20分程度、自室や聖堂で祈ることで、前日のいらいらする出来事から心を清め、新たな1日を新しい真っ白な気持ちで迎える勇気を頂くことができる。
- 夜
睡眠前の5分を聖書を読んだり、祈りの時間に充てることが多い。夜は、1日の出来事を振り返って感謝すべきこと・反省すべきことを素直に謙虚に振り返る。これは、翌日以降の自分の歩むべき生き方・他者への接し方を把握し、自分の弱点を客観的に矯正する機会となる。
- 時間のある時
心に不平不満がある時、その原因となる存在へのネガティブな感情と悪意を放棄し、相手にとって悪い方向で悪意で対処したいという欲望に打ち勝ち、自分としては変えようもない相手の場合は相手の現状を沈黙で受け入れる、などという「自分への勝利」によって「心の平和」という実を頂くことができる。

## カトリック教会での共同体としての祈り
- 日曜
祈りは最大の奉仕（ヘルマン・ホイベルス）とされているため、洗礼を受けていなくても、心に信仰のある人であれば、教会の主日のミサへ欠かさず行くよう奨められている。ミサでは、参列者全員で心を合わせて必要とされる方々のためにとりなしの祈りを祈っている。最近は、世界の平和とアフガニスタン・イラク・ロシアなどで犠牲になられた方々、行方不明の方々のための祈りが毎週のようにミサで捧げられている。
- 日曜以外
短い聖体訪問（聖堂での祈り）あるいは朝のミサが奨められている。これは、主イエスの生き方により近づく恵みを頂く霊的な糧・機会となる。

## 修道院での祈り
聖務日課など、典礼毎に時間を決めての祈りが細かく行われている。午前0時に祈る、午前2時に起きて祈るなど、文字通り生涯休まず祈り続ける修道会もある。

## インターネット上での祈り
麹町の聖イグナチオ教会の公式ウェブサイトでは、「祈りの場」というサイトを構築しており、物理的に教会に赴かなくても、インターネットを通して祈れるようになっている。